# Trombe di Falloppio (gruppo musicale)
Le Trombe di Falloppio sono un gruppo torinese rock/metal demenziale nato il 29 dicembre 1989. Sono considerati uno dei gruppi che rinnovarono la scena italiana del rock demenziale negli anni novanta.

## Storia

### Inizi e primo periodo di attività
Il gruppo nacque nel dicembre del 1989 dall'incontro tra il cantante Flavio Grosso soprannominato Falloppio e il polistrumentista Marco Pavone, il quale aveva già pubblicato nel 1990 tre singoli ed un album pubblicato dall'RCA Italiana), detto  Strega o Stregha, entrambi appassionati di heavy metal. I due, per divertirsi, registrarono nel 1990 una demo, le quali canzoni presentavano testi (tutti scritti da Falloppio) che parlavano della vita di tutti i giorni in modo grottesco e demenziale. La demo piacque così tanto agli amici dei musicisti che i due decisero di creare una band vera e propria seguendo le stesse coordinate. Furono ingaggiati il bassista Pherry e il batterista Flober e il gruppo fu chiamato Trombe di Falloppio. Il nome del gruppo si basa sul gioco di parole tra tuba, con riferimento alle tube di Falloppio e tromba, un termine pressoché sinonimo di tuba ma collegato anche con un doppio-senso legato al coito. Tutti i componenti della band erano studenti lavoratori. Nel 1991 la band pubblicò una seconda demo, intitolata Che fine ha fatto JackLacajenne? e nello stesso anno al gruppo fu chiesto di partecipare al Festival di Sanscemo, dove le Trombe presentarono la canzone Io non corro se no poi sudo, cover di Rock and Roll Ain't Noise Pollution degli AC/DC, guadagnandosi tra le altre la recensione sul mensile della Mondadori Tutto Musica e Spettacolo.
Il gruppo partecipò al festival anche l'anno seguente, con la canzone 10 peli d'ascella (ispirata al Geghegé di Rita Pavone), guadagnandosi gli apprezzamenti di Mario Luzzatto Fegiz sul Corriere della Sera. Successivamente il gruppo continuò a registrare demo e, nel 1994, fece uscire il suo primo album, Santi Numi, edito da Aspirine music, pubblicato dalla Psycho Records (del gruppo Sony Music) e prodotto dagli EelST.
Questo album venne apprezzato, anche a distanza di anni, per il suo particolare stile che mescolava heavy metal con testi comici e demenziali scritti in italiano da Falloppio. Il gruppo arrivò ad aprire concerti di artisti come Sepultura, Elio e le Storie Tese, Ivan Graziani e Vinicio Capossela. L'anno successivo il gruppo registrò il suo ultimo demo, Il Magone di Caluso e da lì in poi decise di non entrare più in studio per un po' di tempo per concentrarsi al massimo sull'attività live. Nel 2002, ad otto anni dall'uscita del loro primo album, le Trombe decisero di registrare il loro secondo album. Prima delle registrazioni il bassista Pherry abbandonò il gruppo per motivi personali e venne sostituito con un nuovo membro, Allo, inoltre venne ingaggiato anche un secondo chitarrista, Ciffo, per facilitare il lavoro a Strega.
Le registrazioni furono completate e l'album, intitolato Togliti il Tappo, venne pubblicato. Nel 2004 il gruppo pubblicò il suo terzo album, Povero Diabolus. In quell'anno il gruppo fu in gara a Sanscemo con la canzone Formiche ai piedi (parodia di una canzone dei Saxon). Nell'ottobre del 2006, dopo le registrazioni dell'album Piante Grasse e un ultimo concerto il 28 dello stesso mese al Salvator Keller di Cossato, il chitarrista Strega lasciò il gruppo per dedicarsi al suo nuovo progetto: il gruppo di rock celtico Materdea. La band, quando anche il leader Falloppio, nel 2007, abbandonò il gruppo alla ricerca di nuovi sound, si sciolse.

### Pausa e secondo periodo di attività
Falloppio si dedicò al blues con il gruppo Programma Protezione Testimoni  (di cui successivamente farà anche parte Cek, tastierista saltuario delle Trombe) dal 2003. 
Strega puntò sui Materdea, un progetto di musica Rock/Pagan, mentre il batterista Flober si dedicò alla promozione, tramite un'associazione, di rock band emergenti.
La notte di mercoledì 31 ottobre 2012 vide il ritorno delle Trombe di Falloppio presso l'Hiroshima mon amour di Torino in una inedita formazione a quattro, in apertura ai Materdea. Sul palco lo storico Flober è infatti sostituito alla batteria da Nicola Coppola, già dietro le pelli dei Game Over Forti's. Nel giugno 2015, le vecchie e storiche "Trombe", con Falloppio, Strega , Pherry e Flober, si ritrovano e decidono di ridare vita al gruppo.
Nel 2019 sono tornati in sala di registrazione per scrivere il nuovo album dal titolo Padre Abarth uscito nella primavera del 2020.
Nel 2022 Falloppio, nella pausa concerti dovuta al Covid, si dedica ad un progetto di Metal gastronomico ed alla creazione di un gioco di carte d'ispirazione musicale chiamato The band.

## Formazione

### Ultima
- Falloppio (Flavio Grosso) - voce
- Marco Strega (Marco Pavone) - chitarra
- Za (Salvatore Riggio) - chitarra
- Allo (Mario Alloisio) - basso
- Flober (Flavio Piovano) - batteria

### Ex componenti
- Francesco "Cek" Bosco alias Jerry - tastiera
- Ciffo (Pino Cifarelli) - chitarra
- Fungo Mungo - basso
- Pherry - basso
- Gatto - chitarra
- Sa Pinto - sax
- Filino (Sergio Varetto) - chitarra ritmica

## Discografia
Album in studio
- 1994 - Santi numi
- 2002 - Togliti il tappo
- 2004 - Povero Diabolus
- 2006 - Piante grasse
- 2020 - Padre Abarth

Demo
- 1990 - Demotape dal vivo interamente registrato in studiolo ma comunque live in Palinsesto 6°
- 1991 - Che fine ha fatto Jack Lacajenne?!
- 1993 - Can che abbaia non è morto
- 1993 - Lestofante ferito
- 1994 - Cristiano
- 1994 - Nonna Vigia
- 1995 - Magone di Caluso

Compilation
- 1991 - Festival di Sanscemo 1991
- 1992 - Festival di Sanscemo 1992